# Solliès-Toucas
Solliès-Toucas település Franciaországban, Var megyében. Lakosainak száma 6087 fő (2022. január 1.). Solliès-Toucas Belgentier, Cuers, Méounes-lès-Montrieux, Le Revest-les-Eaux, Signes, Solliès-Pont és Solliès-Ville községekkel határos.

## Népesség
A település népessége az elmúlt években az alábbi módon változott:
| Lakosok száma | 5499 | 5756 | 5849 | 5719 | 5696 | 5753 | 5867 | 5912 | 6087 |
|               | 2013 | 2015 | 2016 | 2017 | 2018 | 2019 | 2020 | 2021 | 2022 |